# Bronwyn Eagles
Bronwyn Louise Eagles, avstralska atletinja, * 23. avgust 1980, Camden, Novi Južni Wales, Avstralija.
Nastopila je na poletnih olimpijskih igrah leta 2004, ko je zasedla 32. mesto v metu kladiva. Na svetovnih prvenstvih je v isti disciplini osvojila bronasto medaljo leta 2001, na igrah Skupnosti narodov pa srebrno medaljo leta 2002. Petkrat je postala avstralska državna prvakinja v metu kladiva, enkrat tudi prvakinja Oceanije.